# 尼日洛維奇
50°29′21″N 29°37′40″E / 50.48917°N 29.62778°E
尼日洛維奇（烏克蘭語：Ніжиловичі）是位於烏克蘭北部的村莊，由基辅州布恰区的馬卡里夫市鎮負責管轄。該村始建於1415年，面積0.33平方公里，海拔高度179米，人口650，人口密度每平方公里2,571.4人。